# Curt Richter
Curt Paul Richter (n. 20 februarie 1894, Colorado, SUA – d. 21 decembrie 1988, Baltimore, America Britanică⁠(d), Regatul Marii Britanii) a fost un biolog, psihobiolog și genetician american care a avut contribuții importante în cercetarea ritmurilor circadiene. În mod special, Richter a identificat hipotalamusul ca fiind un „stimulator cardiac biologic” implicat în generarea stărilor de somn și de veghe. Această regiune a creierului cercetată de Richter a fost identificată ulterior drept nucleul suprachiasmatic.

## Activitatea științifică
Richter s-a născut la 20 februarie 1894 în orașul Denver din Colorado, într-o familie de imigranți germani. Părinții săi au emigrat din Saxonia (Germania) în Statele Unite ale Americii. Tatăl său era un inginer care deținea o companie specializată în oțel și fier la Denver. Curt Richter a început să studieze ingineria în 1912 la Technische Hochschule din Dresda, dar a abandonat aceste studii după izbucnirea Primului Război Mondial în 1914, transferându-se la Universitatea Harvard, unde a studiat biologia sub îndrumarea profesorului William E. Castle⁠(d). Datorită lipsei sale de experiență în domeniul biologiei, Castle i-a recomandat să renunțe la curs, iar Richter s-a orientat către psihologie, studiind sub îndrumarea profesorilor E.B. Holt și Robert Yerkes⁠(d). A absolvit cursurile Universității Harvard în 1917 și, după un scurt stagiu în Armata Statelor Unite ale Americii, a studiat sub îndrumarea lui John Watson⁠(d) la Universitatea Johns Hopkins.
Richter a indus stări de nevoie la animalele folosite în experimente, privându-le de substanțe esențiale pentru supraviețuire sau manipulând nivelurile hormonilor, și a arătat că aceste stări de nevoie generează pofte și comportamente care sunt adecvate exact nevoii animalului, chiar dacă animalul nu a experimentat niciodată nevoia; el a demonstrat astfel  programarea genetică a comportamentului. De asemenea, el a provocat alte comportamente preprogramate, cum ar fi construirea cuiburilor, prin manipularea nivelurilor hormonale.